# Rynek lombardowy
Rynek lombardowy – na rynku lombardowym banki udzielają kredytu pod zastaw towarów oraz papierów wartościowych. Można mówić o rynku lombardowym na towary, metale szlachetne i papiery wartościowe. Rynek lombardowy najlepiej był rozwinięty w XIX wieku. Po drugiej wojnie światowej przeżywał swój zmierzch.